# Phlegethontia

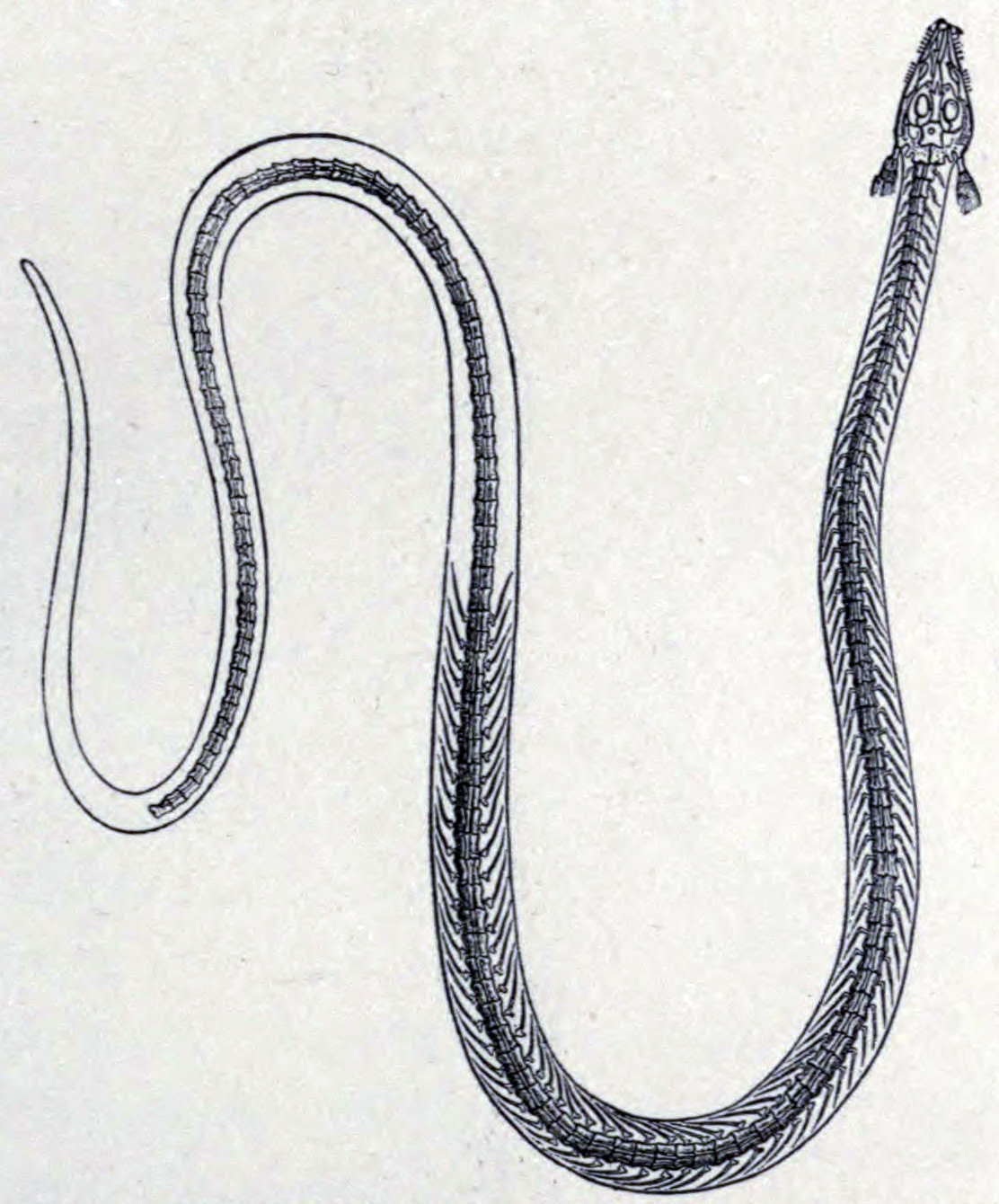
Una de las primeras recreaciones de P. longissima.

Phlegethontia es un género extinto representado por una única especie de lepospóndilo que vivió desde finales del período Carbonífero hasta comienzos del período Pérmico, en lo que hoy es la República Checa y los Estados Unidos. El género fue nombrado por Edward Drinker Cope en 1875, siendo asignado al grupo Phlegethontiidae por Carroll (1988). Los estudios de Anderson (2002) y Germain (2008) indican que, al igual que la mayoría de las serpientes, presentaban un estilo de vida terrestre.
"Dolichosoma" longissima, nombrado por Antonin Fritsch en 1875, ha sido reasignado al género Phlegethontia y ahora se le considera P. longissima. "Dolichosoma" se ha considerado como un nomen nudum debido a que el holotipo fue descrito de manera inadecuada a través de una capa de matriz rocosa por Thomas Henry Huxley en 1867.